# 111696 Helenorman
111696 Helenorman este un asteroid din centura principală de asteroizi.

## Descriere
111696 Helenorman este un asteroid din centura principală de asteroizi. A fost descoperit pe 8 februarie 2002 la Needville de Observatorul din Needville. Asteroidul prezintă o orbită caracterizată de o semiaxă mare de 3,06 ua, o excentricitate de 0,18 și o înclinație de 3,3° în raport cu ecliptica.